# Banjica (koncentrationsläger)
Banjica (serbiska Banjički logor) var ett nazityskt koncentrationsläger aktivt under andra världskriget, från juni 1941 till september 1944. Det var beläget i Belgrads förstad Banjica, i dåvarande Jugoslavien.
Det användes först för att hålla gisslan men senare fängslades även judar, serbiska kommunister och partisaner samt romer. Enligt koncentrationslägrets register var 23 637 personer fängslade. Första massavrättningen ägde rum 17 december 1941, då 170 personer sköts till döds. De första massavrättningarna var av "kommunister och judar". Byn Jajinci fungerade som avrättningsort.
Lägrets kommendant var Willy Friedrich som den 27 mars 1947 dömdes till döden av en jugoslavisk militärdomstol.